# Tre'Shaun Fletcher
Tre'Shaun Javon Fletcher (Wilmar, 5 ottobre 1994) è un ex cestista statunitense.

## Carriera
Nel 2018, dopo aver vinto il MAC Player of the Year, Tre'Shaun Fletcher ha lasciato l'NCAA per entrare al Draft NBA, senza venire però scelto da nessuna squadra.
Il 29 dicembre 2018 firmò per i Salt Lake City Stars in G-League.
Rimasto svincolato avendo giocato poco a Salt Lake City, ha partecipato alla Summer League con gli Utah Jazz. Non confermato dai Jazz, il 29 dicembre 2019 firmò per i finlandesi dell'Ura Basket, chiudendo la stagione con una media di 18 punti e 7,2 rimbalzi in 17 gare disputate.
Il 20 luglio 2020 si accasa alla Fortitudo Bologna. Il 29 dicembre dello stesso anno, rescinde con la società biancoblu, per scendere di categoria e firmare nello stesso giorno con il Pistoia Basket 2000.